# Trstenik (Šentrupert)
Trstenik is een plaats in Slovenië en maakt deel uit van de gemeente Šentrupert in de NUTS-3-regio Jugovzhodna Slovenija. De plaats telde 121 inwoners op 1 januari 2020.